# Made in China

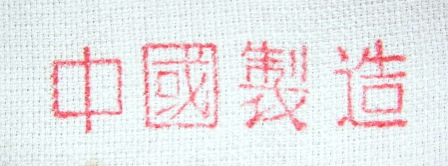
中國製造 (Zhōngguó zhìzào) - “Fabricat a la Xina”

Made in China (Fabricat a la Xina) és una etiqueta d’origen que indica que un producte ha estat fabricat totalment o parcialment a la República Popular de la Xina (PRC). Va guanyar importància a la dècada del 1990 quan moltes empreses dels Estats Units, Europa i Àsia van traslladar la seva producció a la Xina per aprofitar els baixos costos de fabricació. Els productes amb aquesta etiqueta formen part de cadenes de subministrament globals en què diversos països intervenen en diferents etapes del procés de producció.
L’expressió té antecedents històrics a la dècada del 1940, durant la Segona Guerra Sinojaponesa, quan es van promoure boicots als productes japonesos com a mesura de resistència econòmica. No obstant això, la industrialització xinesa era limitada en aquell moment. Al segle XXI, el significat de “Made in China” ha evolucionat, i ja no només està associat a la producció de baix cost, sinó també a la innovació tecnològica. El pla governamental Made in China 2025, llançat el 2015, busca modernitzar la indústria nacional i potenciar sectors com la intel·ligència artificial i els semiconductors.
Pel que fa a la percepció de qualitat, estudis com el de 2011 del Banc Central Europeu han indicat que els productes xinesos exportats a la UE tenen una qualitat elevada en comparació amb altres economies en desenvolupament. Tot i el preu baix, la qualitat ha millorat amb el temps i s’ha aproximat a la dels països tecnològicament més avançats. Segons una enquesta del Pew Research Center del 2023, la qualitat dels productes tecnològics xinesos és generalment ben valorada, però considerada 
inferior als productes nord-americans, amb opinions especialment negatives en països com Israel i l’Índia.